# Bo Naylor
Bo Naylor (Mississauga, Canadá, 21 de febrero de 2000) es un jugador profesional canadiense de béisbol que se desempeña en la posición de cácher en Cleveland Guardians, equipo de las Grandes Ligas de Béisbol (MLB).

## Carrera
Fue seleccionado en la primera ronda en el Draft de la MLB de 2018. En 2022 hizo su debut profesional con el equipo Cleveland Guardians, donde lleva jugando tres temporadas.